# Ahaetulla prasina
Ahaetulla prasina é uma espécie de serpente arborícola, moderadamente venenosa e opistóglifa da família Colubridae, encontrada no sul e sudeste da Ásia. Alguns nomes comuns em línguas nativas incluem em tagalo: puno ng ubas ahas; em tailandês: งูเขียวหัวจิ้งจก; em indonésio: ular anggur.

## Descrição
O corpo é extremamente esguio, com um focinho longo, pontiagudo e projetado, com mais que o dobro do comprimento do olho. A coloração dos adultos varia de marrom claro a verde-amarelado opaco e, frequentemente, um verde fluorescente marcante. Adultos podem atingir 1,8 m de comprimento total, com uma cauda de 0,6 m. Sua aparência é muito semelhante à das cobras-cipó sul-americanas do gênero Oxybelis [en]. Isso se deve à evolução convergente, uma vez que não são intimamente relacionadas.
É uma espécie opistóglifa (com presas traseiras) e levemente venenosa, mas não é considerada uma ameaça aos humanos. É diurna, ativa durante o dia.

## Etimologia
O nome da espécie prasina deriva da palavra grega prasinos para a cor verde.

## Taxonomia
A espécie pertence ao gênero Ahaetulla, um dos cinco gêneros da subfamília Ahaetuliinae. Estudos recentes descobriram que ele é parafilético e precisa de revisão taxonômica, conforme mostrado no cladograma abaixo:

### Subespécies
Quatro subespécies são reconhecidas, incluindo a subespécie nominotípica.
- Ahaetulla prasina medioxima Lazell, 2002
- Ahaetulla prasina preocularis (Taylor, 1922): Ilhas Filipinas, incluindo Arquipélago de Sulu, Panay, Luzon.
- Ahaetulla prasina prasina (Boie, 1827)
- Ahaetulla prasina suluensis Gaulke, 1994: Ilhas Filipinas, Arquipélago de Sulu

## Distribuição
Esta serpente tem uma ampla distribuição na Ásia, ocorrendo em Bangladesh, Butão, Brunei, Mianmar, Camboja, China, Índia, Indonésia, Laos, Malásia, Filipinas, Singapura, Tailândia e Vietnã.

## Dieta
A. prasina alimenta-se de pequenos répteis e anfíbios, particularmente lagartos e rãs arborícolas.

## Em cativeiro
Nos últimos anos, a espécie entrou no comércio de animais de estimação e tornou-se bastante popular entre os criadores.

## Galeria

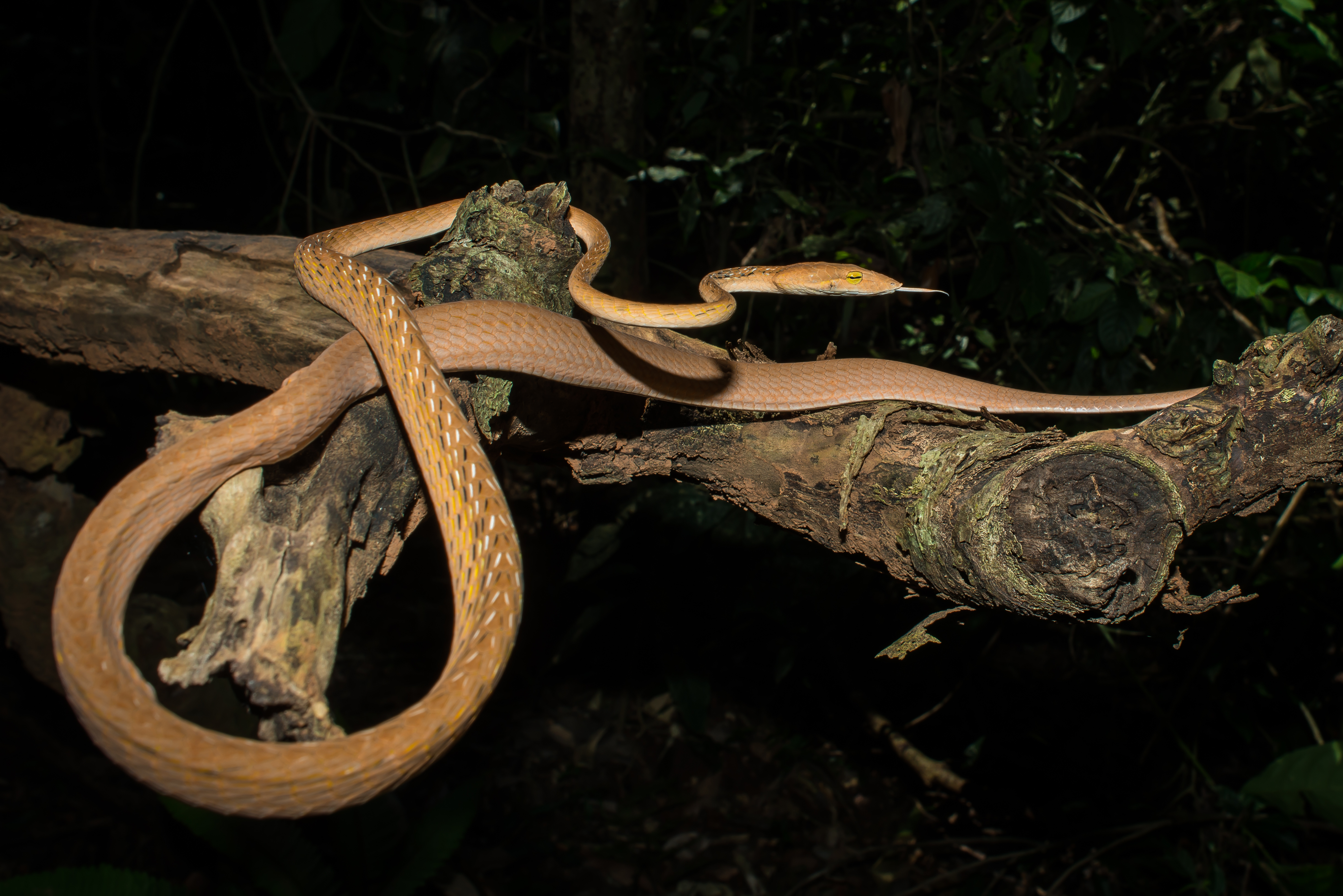
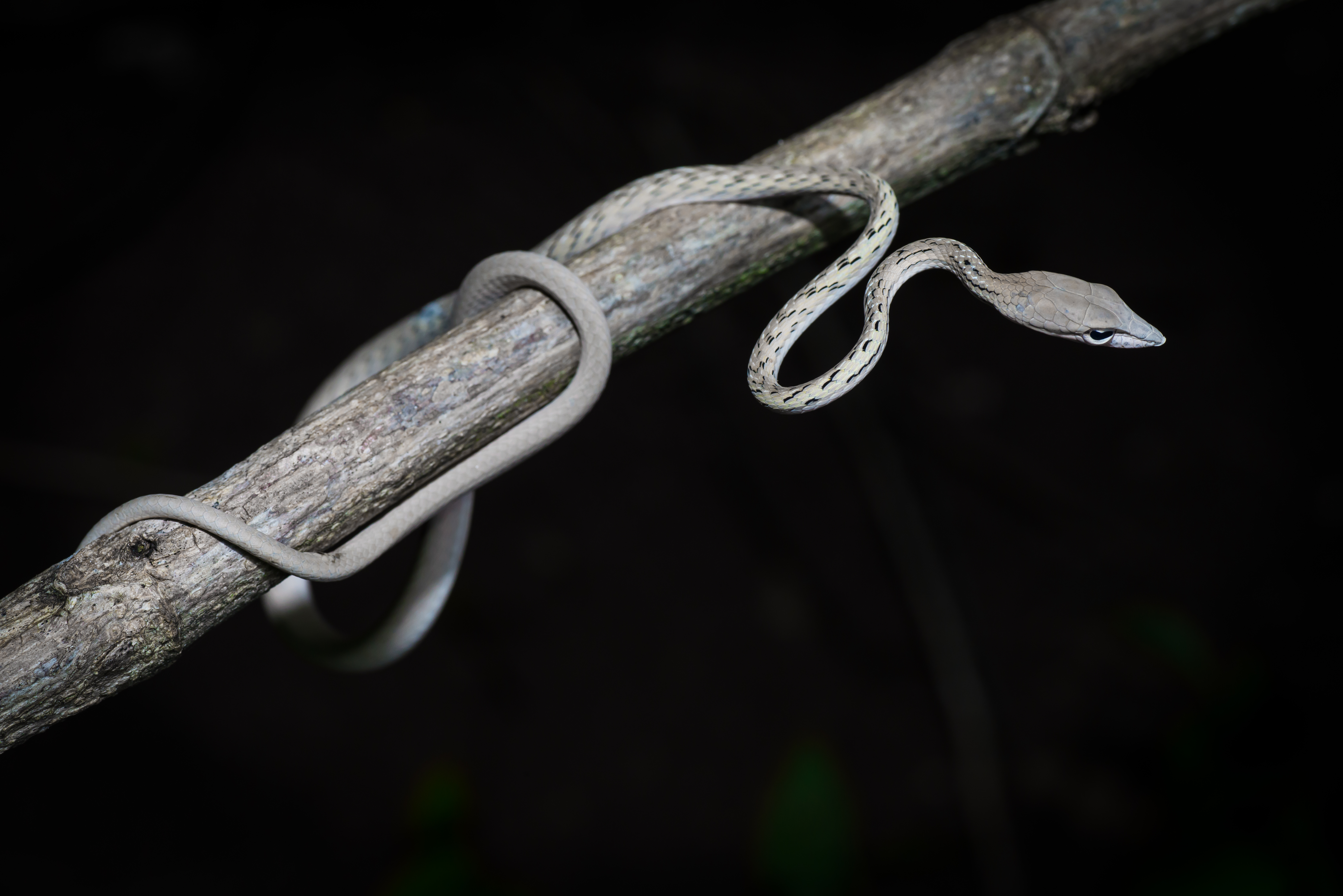
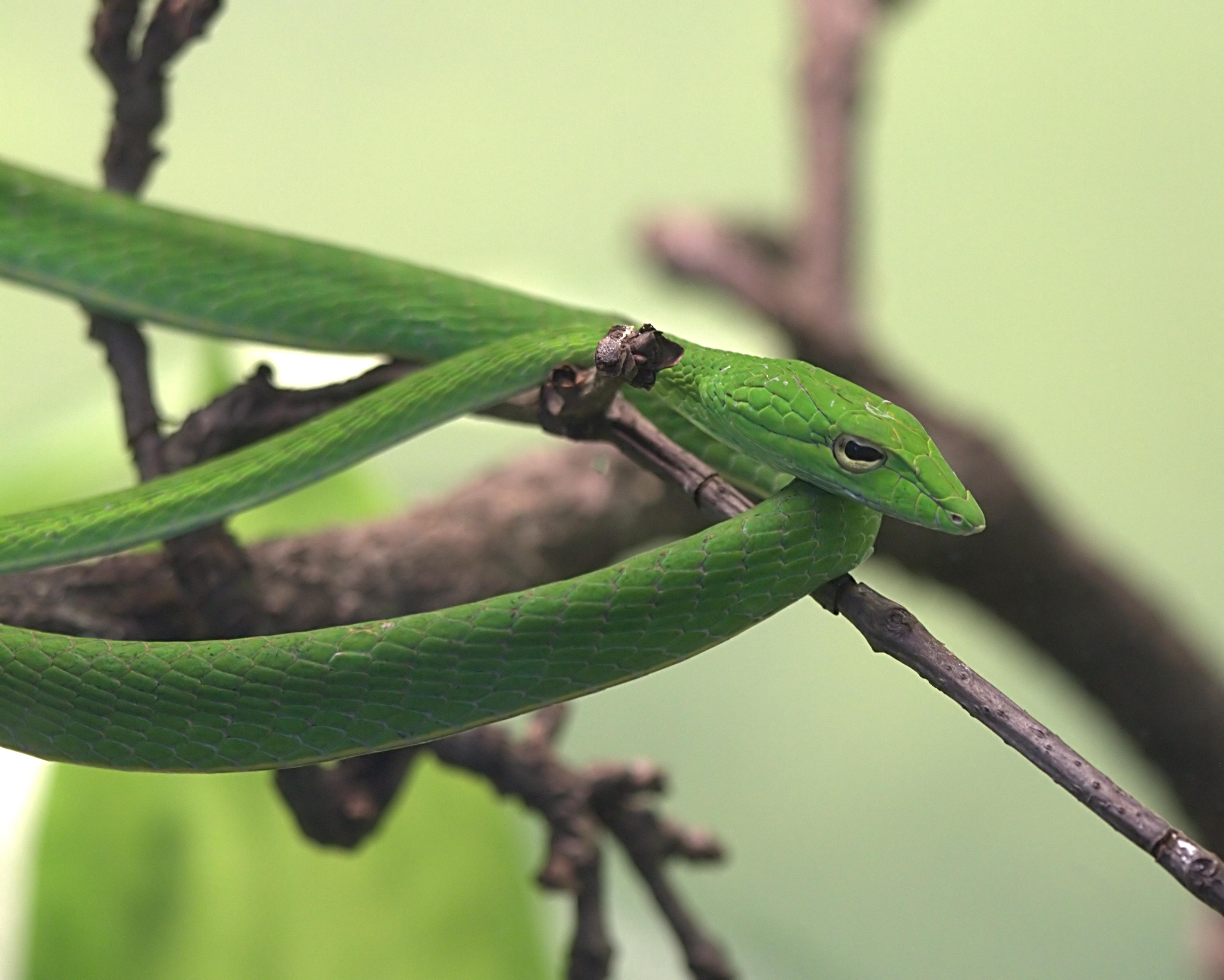
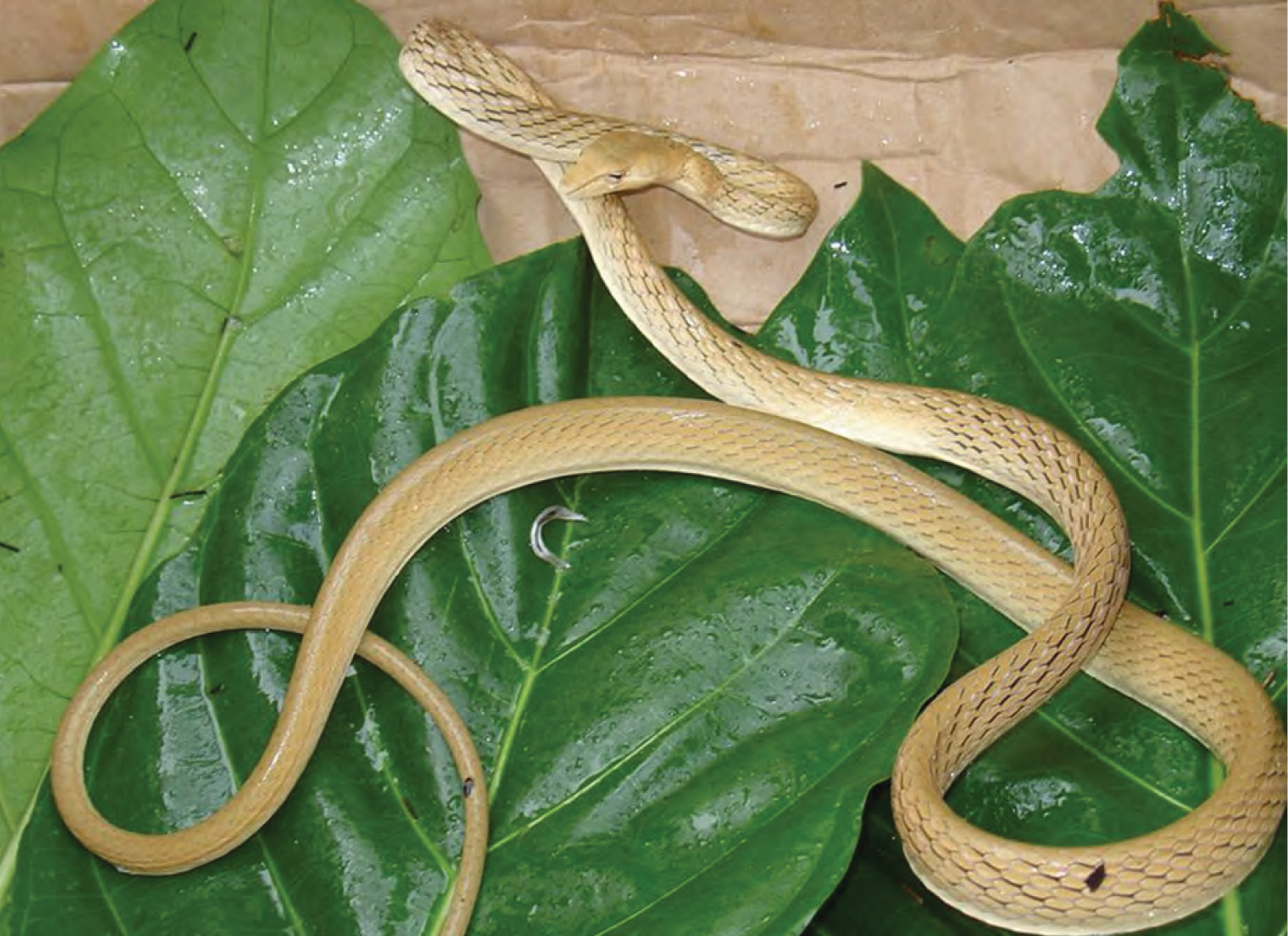